# Faouzi Benzarti
Faouzi Benzarti (arabisch فوزي البنزرتي) (* 3. Januar 1950 in Monastir, Tunesien) ist ein ehemaliger tunesischer Fußballspieler und heutiger Fußballtrainer.
Im Jahr 2013 übernahm er kurz vor Beginn der FIFA-Klub-Weltmeisterschaft den marokkanischen Fußballclub Raja Casablanca. Unter seiner Führung erreichte der Club überraschend das Endspiel, das gegen den FC Bayern München mit 0:2 verloren ging.

## Karriere
Seine gesamte aktive Fußballkarriere verbrachte Faouzi Benzarti in seinem Jugendverein US Monastir.

### Trainer
Im Jahr 1977 erhielt Benzarti seine Trainerlizenz und gab ein Jahr später sein Trainerdebüt beim Drittligisten Olympique Sidi Bouzid. 1979 kehrte Benzarti als Trainer zu US Monastir zurück. Der Verein war ein Jahr zuvor in die zweite tunesische Liga abgestiegen. Unter seiner Führung gelang der Mannschaft der Wiederaufstieg in die erste tunesische Liga im Jahr 1980.
Später trainierte er alle tunesischen Top-Mannschaften, mit denen er viele nationale und internationale Titel gewinnen konnte.
Im Sommer 2018 wurde Benzarti Teamchef des tunesischen Nationalteams. Bereits drei Monate später wurde er entlassen, obwohl alle drei Partien unter seiner Führung gewonnen wurden. Der Verband gab keinerlei Begründung für die Trennung bekannt.

### Politik
Bei der Wahl zur Verfassunggebenden Versammlung Tunesiens im Jahr 2011 führte Benzarti eine unabhängige Liste. Der Einzug in die Versammlung gelang allerdings nicht. Bei der Parlamentswahl in Tunesien im Jahr 2014 verzichtete Benzarti auf eine weitere Kandidatur.

## Erfolge

### Nationale Erfolge
- Tunesische Liga (10)
  - 1987, 1991, 1994, 2003, 2007, 2009, 2010, 2016, 2017, 2023
- Tunesischer Pokal (1)
  - 2015
- Tunesischer Supercup (2)
  - 1987, 1994
- Marokkanische Liga (2)
  - 2019, 2021

### Internationale Erfolge
- CAF Champions League (1)
  - 1994
  - Finalist: 2010, 2019
- CAF Confederation Cup (2)
  - 2006 und 2015
  - Finalist: 2011
- CAF Super Cup (2)
  - 1994, 2018
- Arabische Champions League (3)
  - 1993, 2009, 2017
- FIFA-Klub-Weltmeisterschaft
  - Finalist: 2013